# Brabham BT46/B/C
La Brabham BT46 (con le sue evoluzioni Brabham BT46B e Brabham BT46C), è stata la vettura utilizzata dal team Brabham per il mondiale di Formula 1 del 1978.
La notorietà di tale monoposto deriva dalla versione B, detta anche Fan car ("auto ventola"), che presentava un ventilatore posto sul retrotreno della vettura, grazie al quale si otteneva un carico aerodinamico fuori dal comune e prestazioni eccezionali.

## Brabham BT46B
Nel 1978 dominava il mondiale la Lotus 79, una wing-car imprendibile. Bernie Ecclestone, il proprietario della Brabham, esortò il progettista Gordon Murray a trovare una soluzione innovativa per rendere competitiva la propria vettura e contrastare il dominio delle Lotus. Murray, non potendo adottare la stessa soluzione tecnica a causa dell'ingombro laterale, caratteristica dell'architettura 12 cilindri boxer del propulsore Alfa Romeo, dovette escogitare un espediente alternativo che consentisse di ottenere gli stessi risultati.
La soluzione fu suggerita da Gary Anderson e David Cox, assistenti di Murray: porre al posteriore una ventola, che creasse artificialmente una depressione tale da incollare la vettura a terra (il cosiddetto effetto suolo).
L'idea non era originale: Cox aveva notato una soluzione simile durante un colloquio alla Tyrrell, il cui studio tecnico l'aveva mutuata dalla Chaparral 2J, una monoposto Can-Am del 1970. Tale soluzione, però, era vietata in F1 perché si muoveva grazie a un motore ausiliario: oltre a costituire, dunque, un vietatissimo dispositivo aerodinamico mobile, aveva anche l'effetto di aumentare la cilindrata totale. Gordon Murray studiò a lungo i regolamenti, per adattare la soluzione al comma che recita:
Dunque la ventola assunse funzione di raffreddamento (per un radiatore posto appositamente sopra al motore), mentre il movimento è spiegato dall'allora capomeccanico Ermanno Cuoghi:
(Ermanno Cuoghi, capomeccanico di Niki Lauda alla Brabham-Alfa Romeo)
La vettura debuttò al Gran Premio di Svezia 1978, nel Circuito di Anderstorp:
(Ermanno Cuoghi, capomeccanico di Niki Lauda alla Brabham-Alfa Romeo)
Il dominio fu nettissimo:
(Ermanno Cuoghi, capomeccanico di Niki Lauda alla Brabham-Alfa Romeo)
Dopo proteste e reclami di fronte alla Federazione Internazionale, dapprima si giunge a un accordo, con altri soli tre Gran Premi concessi alla BT46B, ma poi la Brabham rinuncia, e la monoposto è bandita dal Mondiale: solo 1 gara disputata, ma vinta.
La motivazione ufficiale (peraltro sostenuta da motivazioni reali) era legata a un "effetto collaterale": la ventola "spruzzava" ghiaia e sabbia sulle vetture in scia con evidente rischio per i piloti.

## Brabham BT46C
La versione BT46C fu usata solo durante le prove libere del Gran Premio d'Austria 1978. Data l'insoddisfazione dei piloti riguardo alla velocità in rettilineo e i giri motore, non fu utilizzata in gara e non partecipò più ad altri eventi.

## Dopo le gare
Il modello "B" riapparve l'anno dopo per una esibizione nel "Gunnar Nilsson Memorial Trophy", esibizione benefica disputata sul circuito di Donington Park nel 1979, con al volante Nelson Piquet. Si trattava di una gara ufficiosa basata sul giro di prova cronometrato. La vettura conquistò il quarto posto su 5 partecipanti.
Una delle due vetture utilizzate durante il Gran Premio di Svezia 1978 è stata custodita in un capannone nei pressi di Sala Baganza, in provincia di Parma, posta sotto sequestro perché facente parte della collezione privata di auto storiche appartenuta a Calisto Tanzi, ex patron Parmalat.

## Risultati
| Anno | Team                         | Motore                    | Gomme | Piloti |  |  |     |     |   |     |     |     |     |   |     |     |   |   |     |     | Punti | Pos. |
| ---- | ---------------------------- | ------------------------- | ----- | ------ |  |  | --- | --- | - | --- | --- | --- | --- | - | --- | --- | - | - | --- | --- | ----- | ---- |
| 1978 | Parmalat Brabham Racing Team | Alfa Romeo 115-12 3.0 F12 | G     | Lauda  |  |  | Rit | Rit | 2 | Rit | Rit | 1   | Rit | 2 | Rit | Rit | 3 | 1 | Rit | Rit | 53    | 3º   |
| 1978 | Parmalat Brabham Racing Team | Alfa Romeo 115-12 3.0 F12 | G     | Watson |  |  | 3   | Rit | 4 | Rit | 5   | Rit | 4   | 3 | 7   | 7   | 4 | 2 | Rit | Rit | 53    | 3º   |
| 1978 | Parmalat Brabham Racing Team | Alfa Romeo 115-12 3.0 F12 | G     | Piquet |  |  |     |     |   |     |     |     |     |   |     |     |   |   |     | 11  | 53    | 3º   |

| Anno | Team                         | Motore                    | Gomme | Piloti |     |  |  |  |  |  |  |  |  |  |  |  |  |  |  | Punti | Pos. |
| ---- | ---------------------------- | ------------------------- | ----- | ------ | --- |  |  |  |  |  |  |  |  |  |  |  |  |  |  | ----- | ---- |
| 1979 | Parmalat Brabham Racing Team | Alfa Romeo 115-12 3.0 F12 | G     | Lauda  |     |  |  |  |  |  |  |  |  |  |  |  |  |  |  | 7     | 8º   |
| 1979 | Parmalat Brabham Racing Team | Alfa Romeo 115-12 3.0 F12 | G     | Piquet | Rit |  |  |  |  |  |  |  |  |  |  |  |  |  |  | 7     | 8º   |

| Legenda | 1º posto     | 2º posto | 3º posto    | A punti         | Senza punti/Non class.  | Grassetto – Pole position Corsivo – Giro più veloce |
| Legenda | Squalificato | Ritirato | Non partito | Non qualificato | Solo prove/Terzo pilota | Grassetto – Pole position Corsivo – Giro più veloce |